# Équipe d'Union soviétique olympique de football
Maillots
L'Équipe d'Union soviétique olympique de football a représenté l'Union soviétique dans les compétitions de football des Jeux olympiques d'été.

## Parcours aux Jeux olympiques
| Tournoi de football aux Jeux olympiques | Tournoi de football aux Jeux olympiques | Tournoi de football aux Jeux olympiques | Tournoi de football aux Jeux olympiques | Tournoi de football aux Jeux olympiques | Tournoi de football aux Jeux olympiques | Tournoi de football aux Jeux olympiques | Tournoi de football aux Jeux olympiques | Tournoi de football aux Jeux olympiques |                |
| Année                                   | Tour/résultat                           | Classement                              | J                                       | G                                       | N                                       | P                                       | Bp                                      | Bc                                      |                |
| --------------------------------------- | --------------------------------------- | --------------------------------------- | --------------------------------------- | --------------------------------------- | --------------------------------------- | --------------------------------------- | --------------------------------------- | --------------------------------------- | -------------- |
| 1920                                    | Non inscrite                            | -                                       | -                                       | -                                       | -                                       | -                                       | -                                       | -                                       |                |
| 1924                                    | Non inscrite                            | -                                       | -                                       | -                                       | -                                       | -                                       | -                                       | -                                       |                |
| 1928                                    | Non inscrite                            | -                                       | -                                       | -                                       | -                                       | -                                       | -                                       | -                                       |                |
| 1932                                    | Pas de tournoi                          | Pas de tournoi                          | Pas de tournoi                          | Pas de tournoi                          | Pas de tournoi                          | Pas de tournoi                          | Pas de tournoi                          | Pas de tournoi                          | Pas de tournoi |
| 1936                                    | Non inscrite                            | -                                       | -                                       | -                                       | -                                       | -                                       | -                                       | -                                       |                |
| 1948                                    | Non inscrite                            | -                                       | -                                       | -                                       | -                                       | -                                       | -                                       | -                                       |                |
| 1952                                    | 1/8e de finale                          | 9                                       | 3                                       | 1                                       | 1                                       | 1                                       | 8                                       | 9                                       |                |
| 1956                                    | Or                                      | 1er                                     | 5                                       | 4                                       | 1                                       | 0                                       | 9                                       | 2                                       |                |
| 1960                                    | Non qualifiée                           | -                                       | -                                       | -                                       | -                                       | -                                       | -                                       | -                                       |                |
| 1964                                    | Non qualifiée                           | -                                       | -                                       | -                                       | -                                       | -                                       | -                                       | -                                       |                |
| 1968                                    | Non qualifiée                           | -                                       | -                                       | -                                       | -                                       | -                                       | -                                       | -                                       |                |
| 1972                                    | Bronze                                  | 3e =                                    | 7                                       | 5                                       | 1                                       | 1                                       | 17                                      | 6                                       |                |
| 1976                                    | Bronze                                  | 3e                                      | 5                                       | 4                                       | 0                                       | 1                                       | 10                                      | 4                                       |                |
| 1980                                    | Bronze                                  | 3e                                      | 6                                       | 5                                       | 0                                       | 1                                       | 19                                      | 3                                       |                |
| 1984                                    | Boycott                                 | -                                       | -                                       | -                                       | -                                       | -                                       | -                                       | -                                       |                |
| 1988                                    | Or                                      | 1er                                     | 6                                       | 5                                       | 1                                       | 0                                       | 14                                      | 6                                       |                |
| 1992                                    | Non qualifiée                           | -                                       | -                                       | -                                       | -                                       | -                                       | -                                       | -                                       |                |
| Total                                   | 6/17                                    | 5 médailles                             | 32                                      | 24                                      | 4                                       | 4                                       | 77                                      | 30                                      |                |